# Aeroporto Henry E. Rohlsen
L'Aeroporto Henry E. Rohlsen (IATA: STX, ICAO: TISX) è un aeroporto che si trova nell'isola di Saint Croix delle Isole Vergini Americane, 10 km a sud-ovest da Christiansted. L'aeroporto è intitolato ad Henry E- Rohlsen, soldato americano nativo dell'isola e facente parte della Tuskegee Airmen.